# Approche (typographie)
Pour les articles homonymes, voir Approche.
En typographie, l’approche est le blanc fin ajouté de part et d'autre de l'œil d'un glyphe. Il permet de ménager une espace entre les caractères afin d'améliorer leur lisibilité. À l'origine, dans l'imprimerie au plomb, ce blanc latéral était fixe. On distingue généralement l’approche gauche et l’approche droite. L'équivalent vertical de l'approche est le talus, avec respectivement le talus de tête et le talus de pied.
L’approche est parfois confondue avec l’interlettrage ou le crénage, chacun pouvant modifier l’espace entre les dessins de deux caractères consécutifs. L’interlettrage est la somme des approches adjacentes entre deux caractères consécutifs et le crénage est le réglage de l’approche d’un des deux caractères pour corriger leur interlettrage.
En publication assistée par ordinateur, on peut améliorer l'esthétique par l'approche de paire (ou kerning) qui règle l'espace entre deux lettres spécifiques (par exemple, la paire AV est resserrée) et l'approche de groupe (ou tracking) qui règle l'espace entre plusieurs lettres. Quand l'approche est très large, on dit que le texte est « lardé »[réf. souhaitée].